# Kipfel
Das Kipfel (althochdeutsch Kipfa „Wagenrunge“, mittelhochdeutsch Kipfe, lateinisch cippus „Pfahl“, schweizerisch Gipfeli, ungarisch Kifli, in Deutschland auch Hörnchen, in Südtirol Gipfele) ist ein gewöhnlich aus Hefeteig bereitetes Gebäck.

## Legenden
Die „Erfindung“ des Kipfels wird gerne Wiener Bäckermeistern zugeschrieben. Demnach hätte ein Wiener Bäckermeister namens Peter Wendler während der Belagerung der Stadt durch die Türken im Jahr 1683 erstmals ein sichelförmiges Gebäck kreiert, um den türkischen Halbmond, den diese auf dem Stephansdom aufgepflanzt hatten, zu verspotten. Tatsächlich wurde Wien weder
bei der Ersten Wiener Türkenbelagerung (1529) noch bei der Zweiten Wiener Türkenbelagerung (1683) von den Türken eingenommen, also wehte das Symbol der Mondsichel nie als Flagge des Osmanischen Reichs am Stephansdom.
Eine andere Legende besagt, die Wiener Bäcker hätten, weil sie so früh aufstehen mussten, als erste bemerkt, wie sich die Türken mit Tunnelbauarbeiten Zutritt zur Stadt verschaffen wollten. Sie hätten Alarm geschlagen und damit maßgeblich zur Rettung Wiens beigetragen. Eine fast gleichlautende Geschichte gibt es für die Stadt Budapest, bei deren Belagerung durch die Türken die Budapester Bäckermeister dies bemerkt hätten. Weiterhin wird einem badischen Bäckermeister der Ruhm dieser Erfindung zugeschrieben.
Auch die Verwendung als Ostergebäck wird vermutet.

## Geschichte
Historiker konnten nachweisen, dass es das Kipfel schon lange vor 1683 in Wien gegeben hat (übrigens ist Peter Wendler bereits am 6. Dezember 1680 gestorben). Nachgewiesen wurde ein auch als Hörnchen bezeichnetes Gebäck ab dem Jahr 1000. 1227 überreichten Wiener Bäcker dem Babenberger Herzog Leopold dem Glorreichen bei seinem Einzug in Wien zu Weihnachten eine Tracht „Chipfen“. Weiterhin wurden „kipfen“ 1630 in Akten der Wiener Medizinischen Fakultät, 1652 in Schutzpatenten und 1670 in einem kaiserlichen Privileg erwähnt, das den Wiener Bäcker Adam Spiel „ayren khüpfelgebächt“ feilzubieten erlaubte. Abraham a Santa Clara erwähnt in seinen Schriften „vil lange, kurze, krumpe und gerade küpfel“.
Die Kipfel gehen vermutlich auf ein Klostergebäck zurück – die ersten Bäckereien waren Klosterbäckereien. Wahrscheinlich handelt es sich um ein altes Ostergebäck, das Ziegenhörner nachahmt (daher auch der Name „Hörnchen“).
Angeblich stand das Kipfel Pate für das Croissant, das jedoch aus einem anderen Teig hergestellt wird. Demzufolge machte die Tochter der österreichischen Erzherzogin Maria Theresia, Marie-Antoinette, nach ihrer Heirat mit Ludwig XVI. von Frankreich das Kipfel als „Croissant“ in ihrer neuen Heimat populär.